# Supreme food market

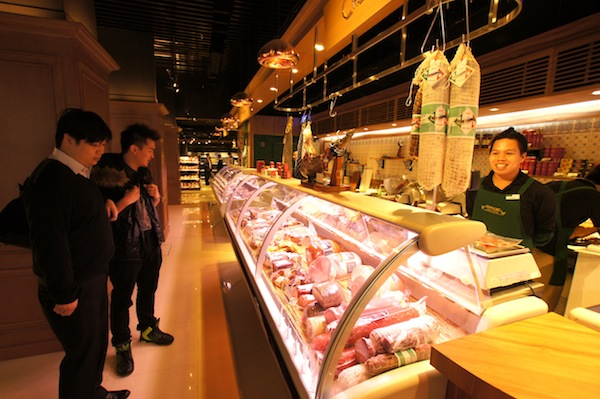
SUPREME Supermarket第一分店(百利寶分店)肉製品櫃

SUPREME Supermarket（葡萄牙語：Supermercado SUPREME) 是澳門一家主要銷售進口產品的超級市場。銷售從世界各地的高級空運產品，包括紅酒、肉製品、調味料、魚類、芝士、麵包等等，聲稱每週新鮮空運至澳門。這一類型的超級市場在澳門比較少有。與外國的超級市場的運作模式相似，貨架擺放不太密集，店員亦能以英語溝通，務求吸納高端消費群及西方顧客。首間位於百利寶花園地下的分店己於2013年1月25日開幕，投資額近七百萬澳門幣，佔地五千平方呎，樓高兩層。原隸屬來來集團，因集團業務發展重新定位，營業至2017年6月25日後易手予他人經營。

## 沿革
- 隨著時代進步，市民生活質素提高，對高端消費產品的需求漸漸增加，來來集團董事總經理曾憲程有見鄰埠的超級市場都有開設不同品牌的高級超級市場，吸取其成功的經驗，終於在2013年1月25日開設首間SUPREME Food Market。首間分店選址於氹仔的百利寶花園，曾憲程表示原因有二︰一為相信氹仔區內高端消費群較多，顧客會比較願意花錢購買進口貨品﹔二為路氹城的娛樂場及渡假村陸續開幕，相信人流必定越來越多[3]。其實百利寶花園分店的鋪位原本是用作開設來來超級市場的第二十七分店，在2012年10月的時候可以看到該鋪位的招牌是來來超級市場。但因後來計劃有變，來來超級市場未開幕己被換上SUPREME Food Market的招牌。
- 因應客量增長，百利寶分店已於2013年5月起延長營業時間為10:00-22:00。
- 同區高端超市競爭激烈，來來集團決定重新定位該司於氹仔區的業務，故經營至2017年6月25日後易手，Supreme food market的官方網站同步關閉。

## 未來發展
- 來來集團主席曾憲程曾表示，計劃於澳門半島開設分店。但因業務並非十分理想（訪問時只以英語"Okay"一字形容業務[2]），故此會押後至2014年才開設更多分店。
- 參考著鄰埠某超級市場成功地開拓不同品牌超級市場的成功例子，來來集團於2014年1月開設同樣是針對高端消費群的新品牌超級市場Grand Mart，主要銷售日本進口零食、飲品、日用品等等。首間分店選址於澳門賽馬會，佔地二萬五千平方呎[2]。

## 分店
至今，SUPREME Food Market於澳門共有1間分店：

| 分店名稱                | 地址                                       | 營業時間    |
| ----------------------- | ------------------------------------------ | ----------- |
| SUPREME 01 - 百利寶分店 | 孫逸仙大馬路83-87號百利寶花園A座地下及一樓 | 10:00-22:00 |

## 會員
Supreme Club Member Card(即會員卡)己停用。